# Carlos A. Waite
Carlos Adolphus Waite (New York, 5 maggio 1797 – Plattsburgh, 7 maggio 1866) è stato un generale statunitense.

## Biografia
Originario di New York, si arruolò nell'esercito statunitense nel 1820 e scalò i ranghi fino a diventare quartiermastro generale. Si distinse durante la guerra messico-statunitense, venendo promosso tenente colonnello.
Dopo la guerra restò di stanza in Texas, venendo promosso colonnello poco prima dello scoppio della guerra civile americana. All'avvicinarsi del conflitto il suo superiore, il generale David E. Twiggs, chiese di essere sollevato dal comando in quanto nativo del Sud, e Waite, come suo secondo, sarebbe dovuto succedergli. I ritardi nella catena di comando tuttavia impedirono a Waite di assumere in tempo l'incarico, permettendo così ai confederati d'impossessarsi del Texas, impadronendosi degli armamenti e facendo prigionieri i soldati dell'Unione.
Waite rimase per un certo tempo prigioniero di guerra, venendo poi rilasciato. Rimasto per due anni nella riserva, venne congedato per anzianità nel 1864 col grado di brigadier generale, morendo nel 1866.